# Keisuke Kurokawa
Keisuke Kurokawa (黒川 圭介 Kurokawa Keisuke?), född 13 april 1997 i Hyōgo prefektur, är en japansk fotbollsspelare.
Kurokawa började sin karriär 2019 i Gamba Osaka.